# Ralph Waldo Trine

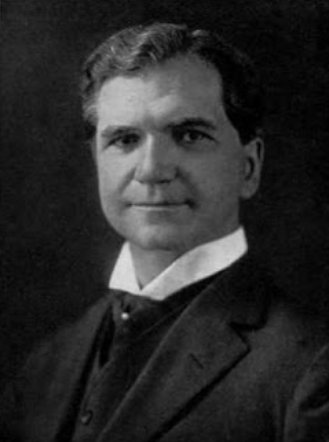
Ralph Waldo Trine (1897)

Ralph Waldo Trine (* 9. September 1866 in Mount Morris (Illinois); † 1958) war ein US-amerikanischer Schriftsteller.

## Leben
Ralph Waldo Trine war Philosoph, Lehrer und Autor vieler Bücher. Er war einer der ersten Vertreter der Neugeist-Bewegung. Seine Werke hatten großen Einfluss auf viele seiner Zeitgenossen, unter anderem Ernest Holmes, den Gründer der Science-of-Mind-Bewegung. Kein anderer Autor der Neugeist-Bewegung verkaufte mehr Bücher als Trine, seine Werke verbreiteten sich weit über die Grenzen der Bewegung hinaus – viele Menschen lasen die Bücher, ohne zu wissen, dass sie die Neugeist-Lehren zum Inhalt haben.
Trine wurde in Illinois geboren, studierte an der Universität von Wisconsin und der Johns-Hopkins-Universität Geschichte und Politikwissenschaft. Er interessierte sich sehr für soziale und ökonomische Probleme. Nachdem er einige Zeit mit einem Aufbau-Studium verbracht hatte, arbeitete er als Korrespondent für The Boston Daily Evening Transcript.
Er heiratete eine Literatur-Studentin, Grace Hyde Trine, und bekam einen Sohn (Robert).
Trine begann in den 90er Jahren zu schreiben, beeinflusst durch die Werke von Immanuel Hermann Fichte, Ralph Waldo Emerson und Henry Drummond - Trines Buch „Was alle Welt sucht“ greift die Themen aus Drummonds Buch „The greatest Thing in the World“ auf. Sein wichtigstes Buch „In Harmonie mit dem Unendlichen“ erschien 1897 und verkaufte sich über 2 Millionen Mal.
Trine schrieb bis ins hohe Alter und veröffentlichte über ein Dutzend Bücher.
Er starb mit 91 Jahren in Kalifornien.

## In Deutschland lieferbare Titel
- In Harmonie mit dem Unendlichen, Deltus media, 2007.
- In Harmonie mit Dir selbst, Deltus media, 2008.